# На захід від червоної скелі
«На захід від червоної скелі» (або «Бар при дорозі», англ. Red Rock West) — американський трилер 1993 року.

## Сюжет
Молодий чоловік Майкл повертається з Техасу, де йому не вдалося отримати роботу на буровій через пошкоджене коліно. Зупинившись в придорожньому кафе у Вайомінгу, він запитує у власника Вейна Брауна де можна знайти роботу. Однак Вейн помилково приймає його за кілера, якого він найняв з метою вбивства своєї дружини. Вейн пояснює Майклу, де і як потрібно це зробити і дає частину грошей. Знайшовши дружину Вейна, він попереджує її про наміри чоловіка. Сюзан просить Майкла допомогти їй і пропонує йому гроші в обмін на вбивство свого чоловіка. Майкл бере гроші і вирішує покинути містечко, написавши листа шерифові з попередженням. По дорозі у темряві він випадково збиває людину і змушений відвезти потерпілого до лікарні де стикається з Вейном, який насправді і є шерифом, і той заарештовує його. По дорозі Майкл тікає і через ліс вибігає на дорогу де його ледь не збиває машина. Водій на ім'я Лайл підвозить Майкла, але той розуміє що це і є кілер. Тепер Майклу треба рятуватися і від поліції і від найманого вбивці.

## У ролях
| Актор               | Роль                    |
| ------------------- | ----------------------- |
| Ніколас Кейдж       | Майкл Вільямс           |
| Денніс Гоппер       | Лайл                    |
| Дж.Т. Волш          | Вейн Браун              |
| Лара Флінн Бойл     | Сюзанна Браун           |
| Тімоті Каргарт      | заступник Метт Грейтек  |
| Ден Шор             | заступник Рас Боуман    |
| Двайт Йоакам        | водій вантажівки        |
| Крейґ Рей           | Джим                    |
| Венс Джонсон        | містер Джонсон          |
| Роберт Епел         | Говард                  |
| Боббі Джо Макфедден | старий                  |
| Дейл Гібсон         | Курт                    |
| Тед Паркс           | касир                   |
| Бабс Брем           | ресепшн                 |
| Роберт Гваджардо    | доктор                  |
| Сара Салліван       | медсестра               |
| Майкл Рууд          | бармен Red Rock         |
| Пітер Кевін Квінн   | Бадді, водій вантажівки |
| Джефф Лівайн        | дівчина бармен          |
| Шон Майкл Раян      | Тед                     |
| Барбара Гловер      | Джейн                   |
| Роберт Бічер        | доглядач                |
| Джоді Картер        | дружина доглядача       |